# ロバート・グローヴナー (第6代準男爵)
第6代準男爵サー・ロバート・グローヴナー（英語: Sir Robert Grosvenor, 6th Baronet、1695年5月7日 – 1755年8月1日）は、グレートブリテン王国の政治家。トーリー党所属の庶民院議員（在任：1733年 – 1755年）。

## 生涯
第3代準男爵サー・トマス・グローヴナーとメアリー・デイヴィス（Mary Davies、1665年ごろ – 1730年1月12日、アレクサンダー・デイヴィスの娘）の五男として、1695年5月7日に生まれ、16日にチェシャーのエクルズトンで洗礼を受けた。1707年よりイートン・カレッジで教育を受けた後、1712年10月21日に兄トマスとともにオックスフォード大学ブレーズノーズ・カレッジに入学、1716年にインナー・テンプルに入学した。
トーリー党の家系であるグローヴナー家はシティ・オブ・チェスター選挙区の有力者で、1715年より同選挙区で少なくとも1議席を有していたが、地元のホイッグ党員は議席の奪取を試み、1732年のチェスター市長選挙では激しい選挙戦の末グローヴナー家の推す候補が当選した。そして、1733年1月31日にロバートの兄にあたる第5代準男爵サー・トマス・グローヴナーが死去すると、ロバートは準男爵位を継承した。トマスが現職議員だったため補欠選挙が行われ、ロバートは暴動が起きないよう守備を強化した上でホイッグ党の立候補者リチャード・マンリー（Richard Manley）を300票差（879票対547票）で撃破した。直後の1734年イギリス総選挙でも得票数1位（956票）で難なく再選、1737年にはチェスター市長を務めた。議会では一度も投票しなかったという。
資産家であり、1742年時点のグローヴナー家の年収は約22,000ポンドだった。
1745年ジャコバイト蜂起ではチャールズ若僭王への加勢が噂されたが、実際には国王ジョージ2世の宮廷に現れ、蜂起に加担しなかった。
1755年8月1日に死去、12日にチェシャーのエクルズトンで埋葬された。息子リチャードが準男爵位を継承した。

## 家族
1730年5月21日、ジェーン・ウォー（Jane Warre、1705年ごろ – 1791年5月5日埋葬、トマス・ウォーの娘）と結婚、2男4女をもうけた。
- リチャード（1731年6月18日 – 1802年8月5日） - 第7代準男爵、初代グローヴナー男爵、初代グローヴナー伯爵
- トマス（1734年3月 – 1795年2月12日） - 庶民院議員。1758年9月21日、デボラ・スキナー（Deborah Skynner、スティーヴン・スキナーの娘）と結婚、子供あり[8]
- メアリー（1736年ごろ – 1774年2月2日） - 生涯未婚[7]
- エリザベス（1738年ごろ – 1805年12月20日） - 生涯未婚[7]
- ジェーン（1738年3月没）[7]
- ドロシー（1774年2月25日没） - 1766年2月6日、アッシュトン・カーゾン（英語版）（後の初代カーゾン子爵）と結婚、2男5女をもうけた[9]